# スティス・トンプソン
スティス・トンプソン（Stith Thompson、1885年3月7日 - 1976年1月10日） は、アメリカ合衆国の民話学者。スティース・トンプソン等とも表記される。
物語の類型の多大な貢献者、世界的権威。フィンランドのアンティ・アールネが着手した世界の物語分類システムを、更に改良・発展させたアールネ・トンプソンのタイプ・インデックス（略号 AT分類）の名称は、両氏の名を冠したものである。これはアールネ=トンプソン『昔話の型』（1928年刊行）などとも呼ばれ、世界の物語分類では定番となっている。
さらには民話共通のモチーフをカタログ化した、『民間文芸のモチーフ索引』（The Motif-Index of Folk-Literature、全6巻、新装版1955–1958年）があるが、これはアルファベット文字（大分類）4ケタ数字以下小数点（細分類）の組み合わせで各モチーフを指定するシステムである。こちらもやはり、民話のみでなく中世の物語などの分析など多岐にわたり使われる。
トンプソンの同志にアーチャー・テイラーがおり、ひところは両者をして米国民俗学界における指導的地位を占める「二大巨頭」などと評した。インディアナ大学のトンプソンの元で師事した日本出身の民俗学者に、池田弘子がいる。

## 経歴

### 出自・大学
1885年、米ケンタッキー州ブルームフィールド市ネルソン郡に生まれる。父ジョン・ウォーデン・トンプソン、母イライザ・マクラスキー・トンプソン。12歳の時、家族がインディアナポリス市に転住し、バットラー大学に進学。ウィスコンシン大学を卒業後、2年間オレゴン州ポートランドで高校の教師を務める。この間にノルウェー語を習得。1912年にカリフォルニア大学バークレー校の英文学科で修士号を取得。

### 博士号
1912–1914年、ハーバード大学でジョージ・ライマン・キトレッジに師事し、博士号を取得。このときの論文は「北米インディアンの説話における欧州からの借用や類話 (European Borrowings and Parallels in North American Indian Tales)」というものであり、1919年に改稿を経て再版されている。この論文のそもそもの発端というのは、同教授から与えられたあるテーマであったが、それはカナダ西部のディネ族系チペワイアン族から収集された「強くなった少年」が、北ドイツ・北欧系の類話「青いリボン」の類話の伝播であるかを問うものであった。

### 教授職
1914-1918年テキサス大学オースティン校で英語作文の講師を務め、1921年に英文科の准教授としてインディアナ大学ブルーミングトン校に招聘された。
アンティ・アールネ著『昔話の型目録』（Verzeichnis der Märchentypen、1910年）をドイツ語から英訳し、アールネの死後にさらにこれを補完して『昔話の型』（The Types of the Folk-Tale)として1928年、FFコミュニケーション74号に発表した。これにはトンプソンはみずから蒐集もしたアメリカ先住民の説話などを追加している。1961年に、さらに話型の数を増補し、アールネの2000から2500の「ATタイプ」類型を最終的に打ち立てた（ATはアールネとトンプソンのそれぞれの頭文字からとられる）。それぞれの頭文字をとって。また、アールネが民間説話を「動物昔話」、「本格昔話」、「笑話」の三大分類にまとめたところを、トンプソンは第四の「形式譚」、第五の「その他/分類できない話（unclassified）」の分類を設けている。
次の大業として、民間説話における「モチーフ」を識別・カタログ化した集大成、『民間文芸のモチーフ索引』Motif-Index of Folk-Literature を、はじめFFコミュニケーション誌に発表し（1932年-1936年）、のち増補が加わった新装版（全6巻、1955–1958年）をインディアナ大学より刊行した。
トンプソンが民俗学において名声をとどめるのは、このアールネ共著『昔話の型』と、『民間文芸のモチーフ索引』の業績によるものである。他にも著書、共著、訳書は多数に渡る。
トンプソン自身、長年にわたり民話、バラッド、諺、言い伝え、なぞなぞなどの収集をおこなったが、そうした伝承民間文芸の研究に、トンプソンが築き上げた分類化の機構が大いに役立っている。
1942年をはじめに、4年ごとに"Institute of Folklore"と称する夏期コースをもうけ、世界から研究者を招聘して会議をおこなった。これはトンプソン教授が1956年に引退する以降まで続いた。1962年、同会議が常設の民俗学研究所としてインディアナ大学に設置されることになり、初代所長（兼機関紙編集長）には、リチャード・ドーソンが赴任した。
1976年、米インディアナ州コロンバス市の自宅で心不全となり永眠。

## 著書（日本語訳）
- トンプソン、スティス『民間説話 : 理論と展開』荒木博之、石原綏代 訳、社会思想社「現代教養文庫」上・下、1977年。 - The Folktale (1946) の訳出
  -    『民間説話　世界の昔話とその分類』八坂書房、2013年。ISBN 4896941500。 - 上記の合本・新版
  - 『民間説話　世界の昔話とその分類　普及版』八坂書房、2022年。ISBN 4896943341
- 『アメリカ・インディアンの民話』皆河宗一 訳、岩崎美術社〈民俗民芸双書 49〉、1970年。
  - 再版『アメリカ・インディアンの民話』岩崎美術社、1983年。ISBN 4753400492

### 補注
1. ↑  キトレッジ教授は、"The Blue Band"と称しているが、これはヨーロッパの類話のことで、もとはカール・ミューレンホフ（英語版）編(1845年)の第XI話「 Der blaue Band」として発表された、ドイツのシュレースヴィヒ＝ホルシュタイン州ディトマルシェン（英語版）郡マルネ（英語版）からの採集話である。カナダ原住民の原話は、 プライニー・アール・ゴダード（英語版）が『Chipewyan Texts』 (1912年) において編訳する "The Boy who became Strong"である。北ドイツ民話については、ベンジャミン・ソープの英訳(1853年) "The Blue Riband"がある。
2. ↑  『民話の型目録』とも。
3. ↑  本書は未訳なので『民間文芸のモチーフ索引』は仮訳として稲田の『ハンドブック』にみえるが[8]、同書には"トンプソンのモチーフ・インデックス"ともあり[11]、なお「の」抜きで"民間文芸モチーフ索引"と稲田浩二ほか編の『日本昔話事典』、1975年に表記される[12]。